# Coyville (Kansas)
Coyville é uma cidade localizada no estado americano de Kansas, no Condado de Wilson.

## Demografia
Segundo o censo americano de 2000, a sua população era de 71 habitantes.
Em 2006, foi estimada uma população de 69, um decréscimo de 2 (-2.8%).

## Geografia
De acordo com o United States Census Bureau tem uma área de
0,7 km², dos quais 0,7 km² cobertos por terra e 0,0 km² cobertos por água.

## Localidades na vizinhança
O diagrama seguinte representa as localidades num raio de 20 km ao redor de Coyville.